# Max Scharschmid von Adlertreu
Max svobodný pán Scharschmid von Adlertreu, též Maximilian Scharschmid von Adlertreu (8. října 1831 zámek Weilburg u Badenu – 27. prosince 1905 Vídeň), byl rakouský a český právník a politik německé národnosti, v 2. polovině 19. století poslanec Říšské rady a Českého zemského sněmu.

## Biografie
Pocházel z rodiny, která roku 1843 dosáhla rytířského titulu a roku 1873 titulu svobodných pánů. Jeho otec Franz Scharschmid von Adlertreu byl soudcem a státním úředníkem. Matka pocházela z vlivné pražské rodiny von Kopetz.
Max Scharschmid von Adlertreu absolvoval právní studia na Karlo-Ferdinandově univerzitě v Praze a pak národohospodářství na Mnichovské univerzitě. a roku 1853 nastoupil k státní prokuratuře do Salcburku, později na místodržitelství do Uherska. Od roku 1859 byl koncipientem na ministerstvu vnitra ve Vídni, kde se roku 1866 stal ministerským tajemníkem a roku 1870 sekčním radou. Roku 1872 opustil státní služby s titulem dvorního rady. Následně působil v politickém životě. Patřil mu velkostatek Trnová u Prahy.
Ve volbách v roce 1872 byl zvolen ve velkostatkářské kurii (nesvěřenecké velkostatky) do Českého zemského sněmu. Mandát zde obhájil ve volbách v roce 1878. Uvádí se jako člen Strany ústavověrného velkostatku. Do sněmu se vrátil v doplňovacích volbách v srpnu 1884, nyní za městskou kurii (obvod Kraslice, Nejdek, Schönbach). V roce 1887 spolu s dalšími německými poslanci v rámci politiky pasivní rezistence na protest proti nevyslyšení německých národnostních a jazykových požadavků zahájil faktický bojkot sněmu a byl v lednu 1887 prohlášen za vystouplého. Uspěl i v volbách v roce 1889. Politicky nyní patřil mezi německé liberály (takzvaná Ústavní strana, liberálně a centralisticky orientovaná, odmítající federalistické aspirace neněmeckých etnik, později Německá pokroková strana). Znovu zde byl zvolen ve volbách v roce 1895.
Zasedal taky dlouhodobě v Říšské radě (celostátní zákonodárný sbor), kam ho vyslal zemský sněm roku 1872 (tehdy ještě Říšská rada nevolena přímo, ale tvořena delegáty jednotlivých zemských sněmů). Složil poslanecký slib 7. května 1872. Zvolen sem byl i v prvních přímých volbách roku 1873 za velkostatkářskou kurii. Poslanecké křeslo obhájil ve volbách roku 1879, volbách roku 1885 a volbách roku 1891.
Na Říšské radě se v říjnu 1879 uvádí jako člen staroněmeckého Klubu liberálů (Club der Liberalen).Od roku 1881 byl členem klubu Sjednocené levice, do kterého se spojilo několik ústavověrných (liberálně a centralisticky orientovaných) politických proudů. Za tento klub uspěl i ve volbách roku 1885. Po rozpadu Sjednocené levice přešel do frakce Německorakouský klub. V roce 1890 se uvádí jako poslanec obnoveného klubu německých liberálů, nyní oficiálně nazývaného Sjednocená německá levice. I ve volbách roku 1891 byl na Říšskou radu zvolen za klub Sjednocené německé levice.
V březnu 1886 vystoupil v parlamentu s projevem, v němž obhajoval zavedení němčiny jako státního jazyka v Rakousku. V roce 1890 byl členem německé delegace, která ve Vídni jednala s českými předáky o česko-německém vyrovnání v Čechách (takzvané punktace).
V roce 1892, u příležitosti jeho odchodu do penze, mu byl udělen Řád Františka Josefa (komturní kříž). Od roku 1894 byl členem Říšského soudu. V roce 1897, po odchodu z Poslanecké sněmovny Říšské rady, byl jmenován doživotním členem Panské sněmovny (jmenovaná horní komora Říšské rady).
V roce 1862 se oženil se svobodnou paní Pauline Haber von Linsberg (1834–1905). Měli spolu dvě dcery. Mladší Paula (1866–1945) byla manželkou dostihového jezdce a chovatele koní Heinricha Baltazziho (1858–1929), který byl bratrem Aristidese Baltazziho a strýcem Marie Vetserové.
Max Scharschmid von Adlertreu zemřel v prosinci 1905.